# 제73보병사단 (대한민국)
제73보병사단(第七十三步兵師團, 73rd Infantry Division, 상징명칭: 충일부대)은 대한민국 육군의 동원보병사단으로 육군동원전력사령부 예하 부대이다. 평시에는 감편부대로 예비군 교육훈련을 담당하며, 전시에는 완편되어 작전을 수행한다. 사단 본부는 경기도 남양주시에 위치하고 있다.
1981년 9월 25일 제73훈련단으로 창설되었으며 1987년 4월 1일 제73보병사단으로 승격되었다.

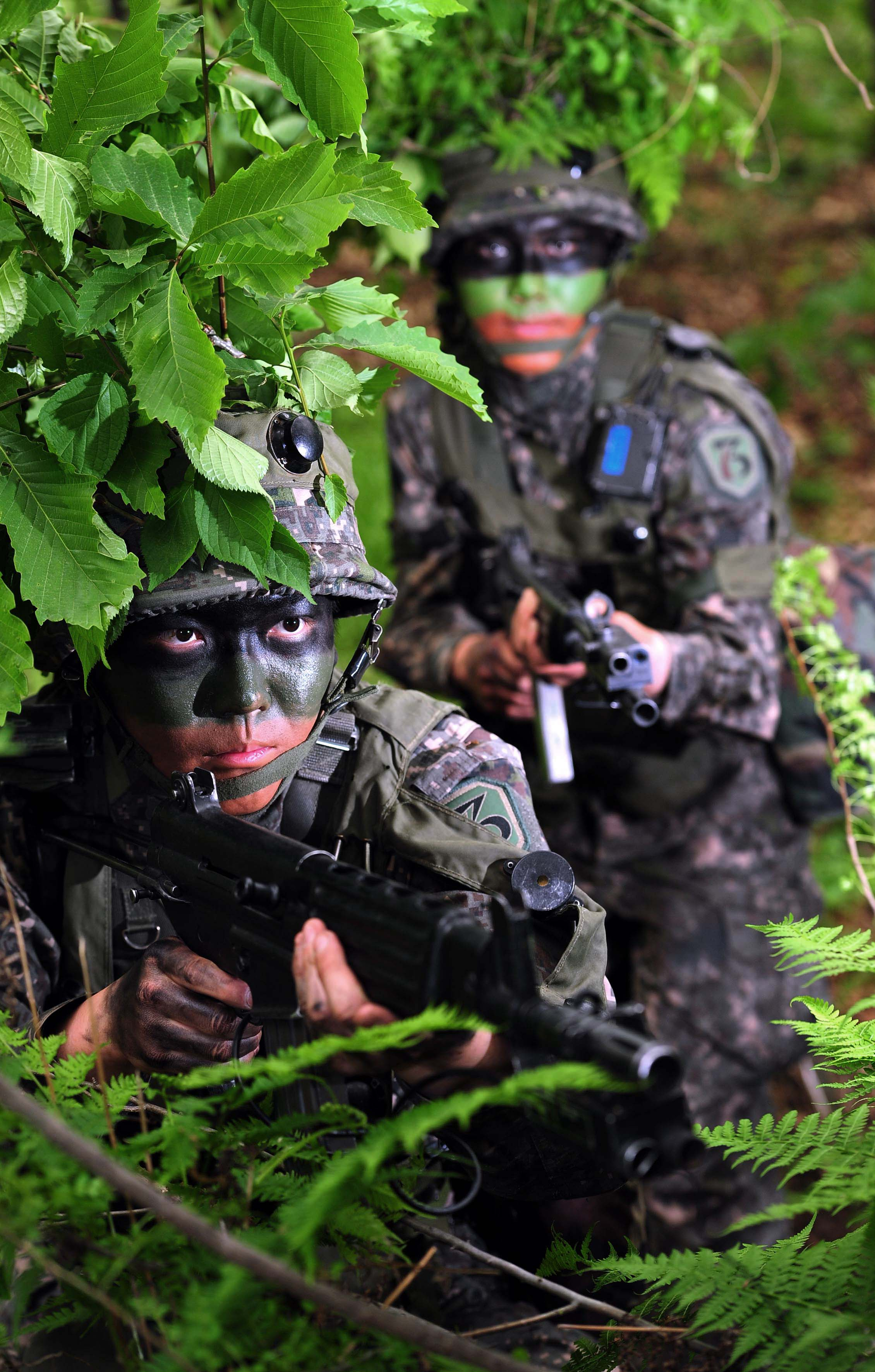
훈련 중인 제73보병사단 장병들

2018년 4월 6일 육군동원전력사령부가 창설되자 동원전력사령부 예하로 소속이 변경되었다.

## 편제

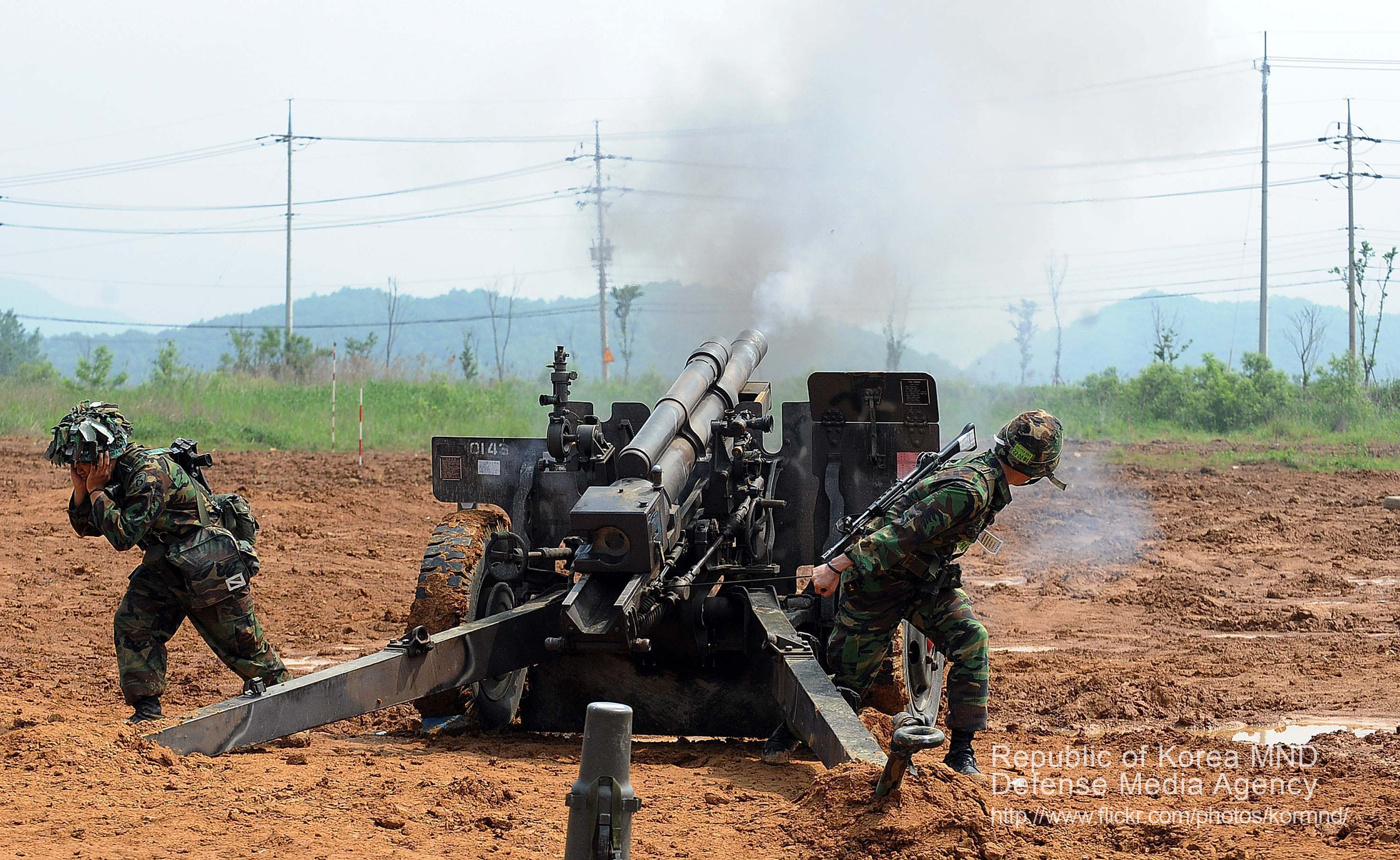
105mm 견인포 사격 훈련 중인 제73보병사단 장병들 (2011년)

- 제203보병여단
- 제205보병여단
- 제206보병여단
- 포병여단
  - 521포병대대
  - 522포병대대
  - 523포병대대
  - 928포병대대
- 사단 직할대
  - 사단본부대
  - 수색대대
  - 공병대대
  - 통신대대
  - 군수지원대대
  - 의무근무대
  - 전차대대
  - 군사경찰대대

## 같이 보기
- 한반도 비무장 지대